# Axylia putris
Axylia putris là một loài bướm đêm trong họ Noctuidae.

## Hình ảnh

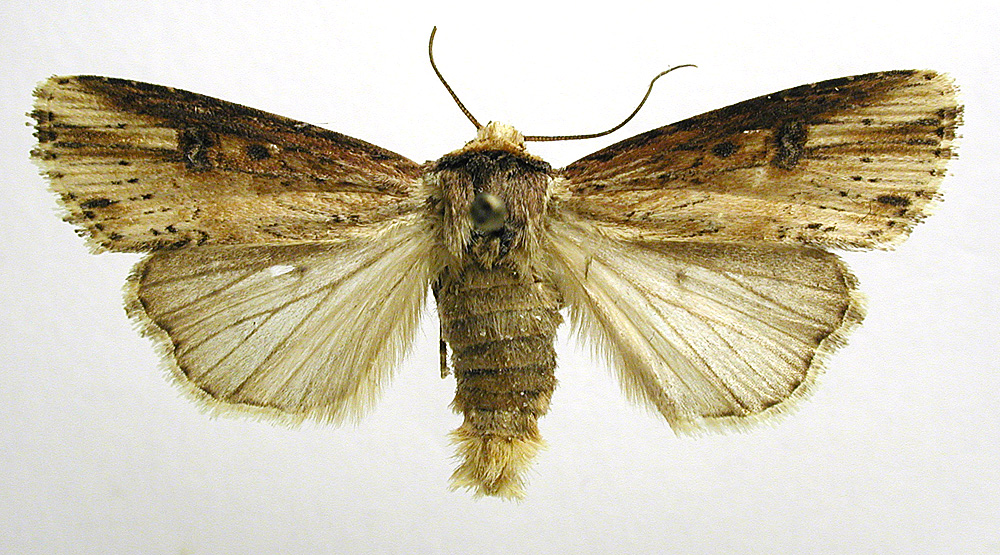
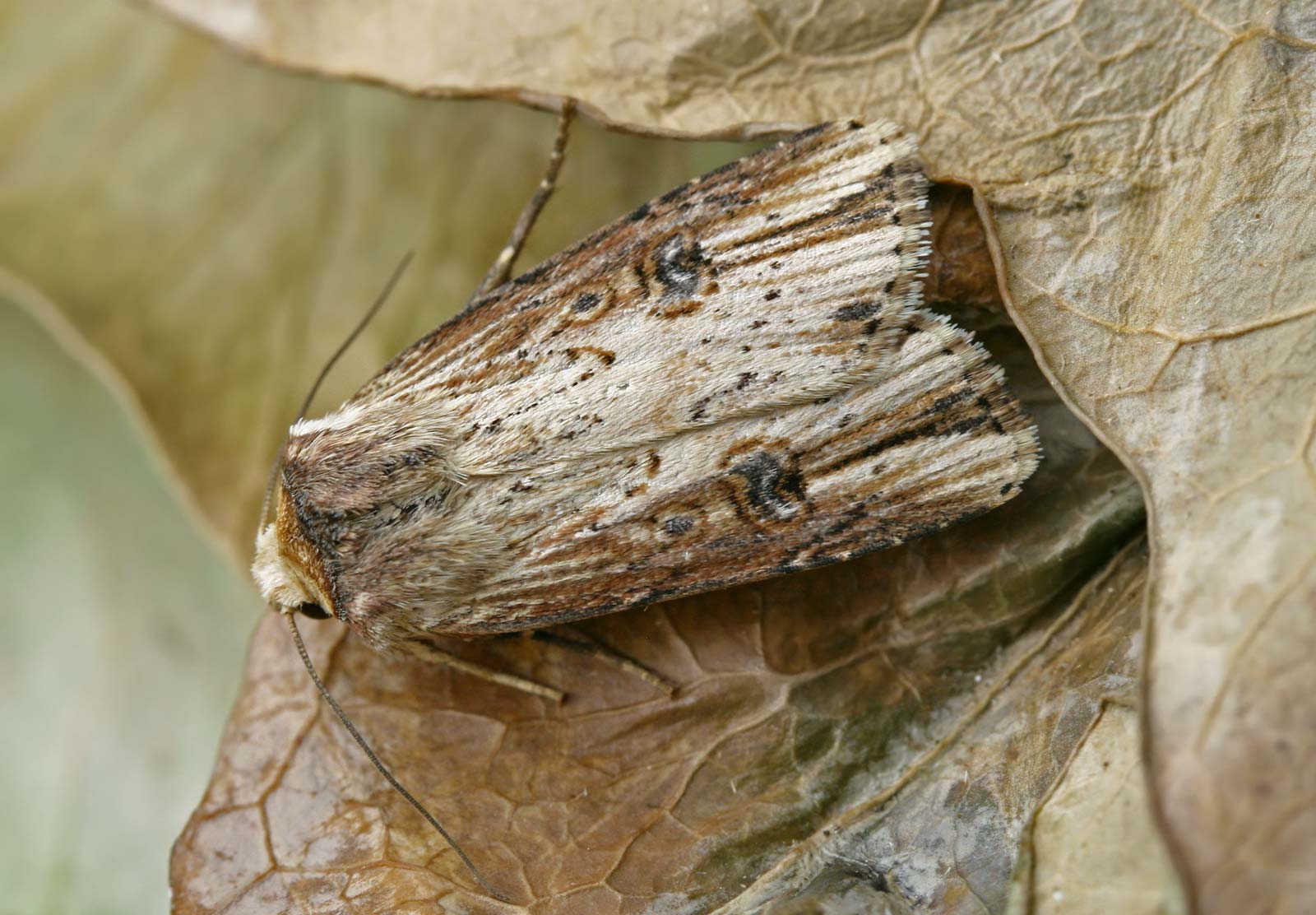
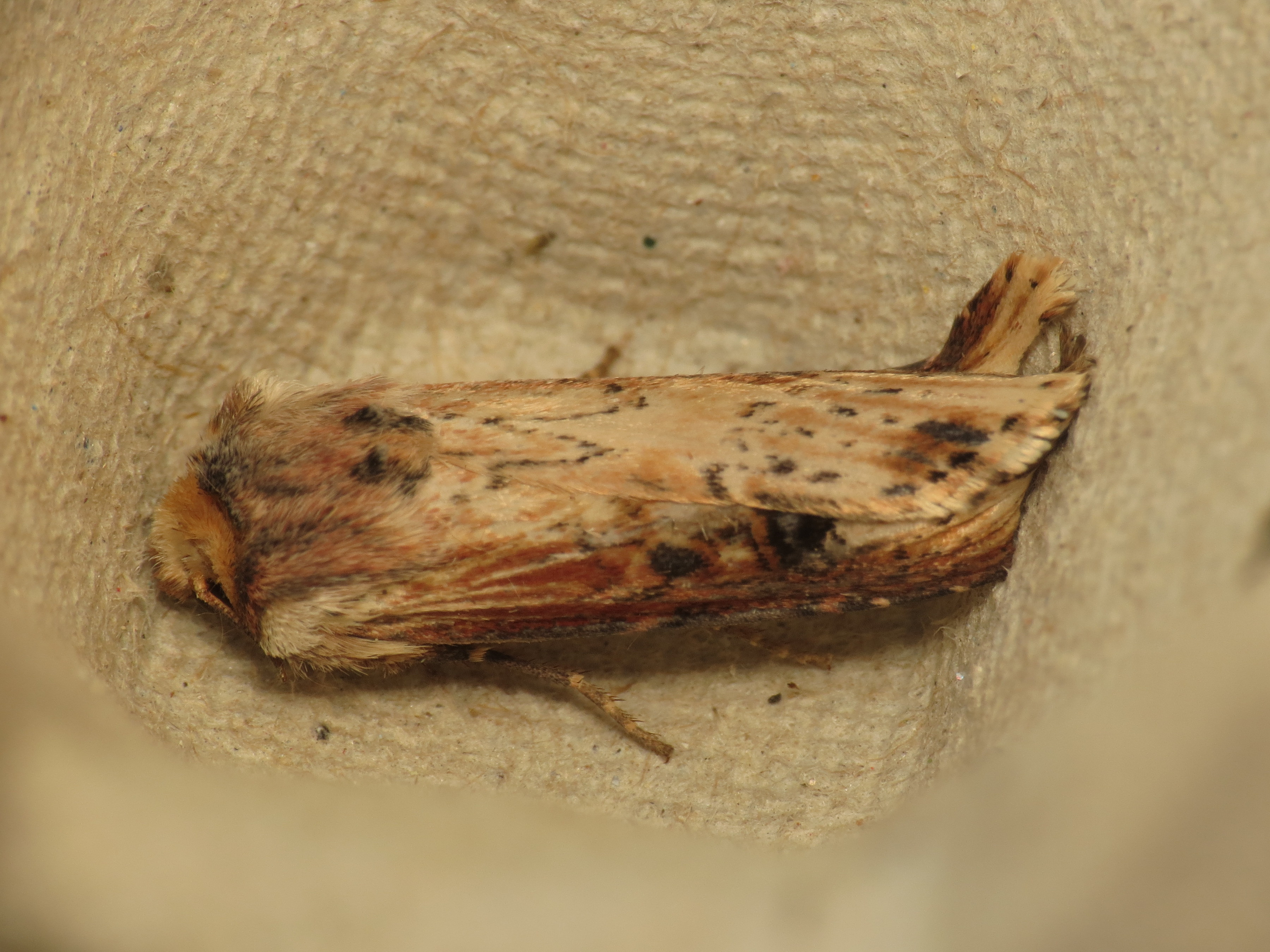
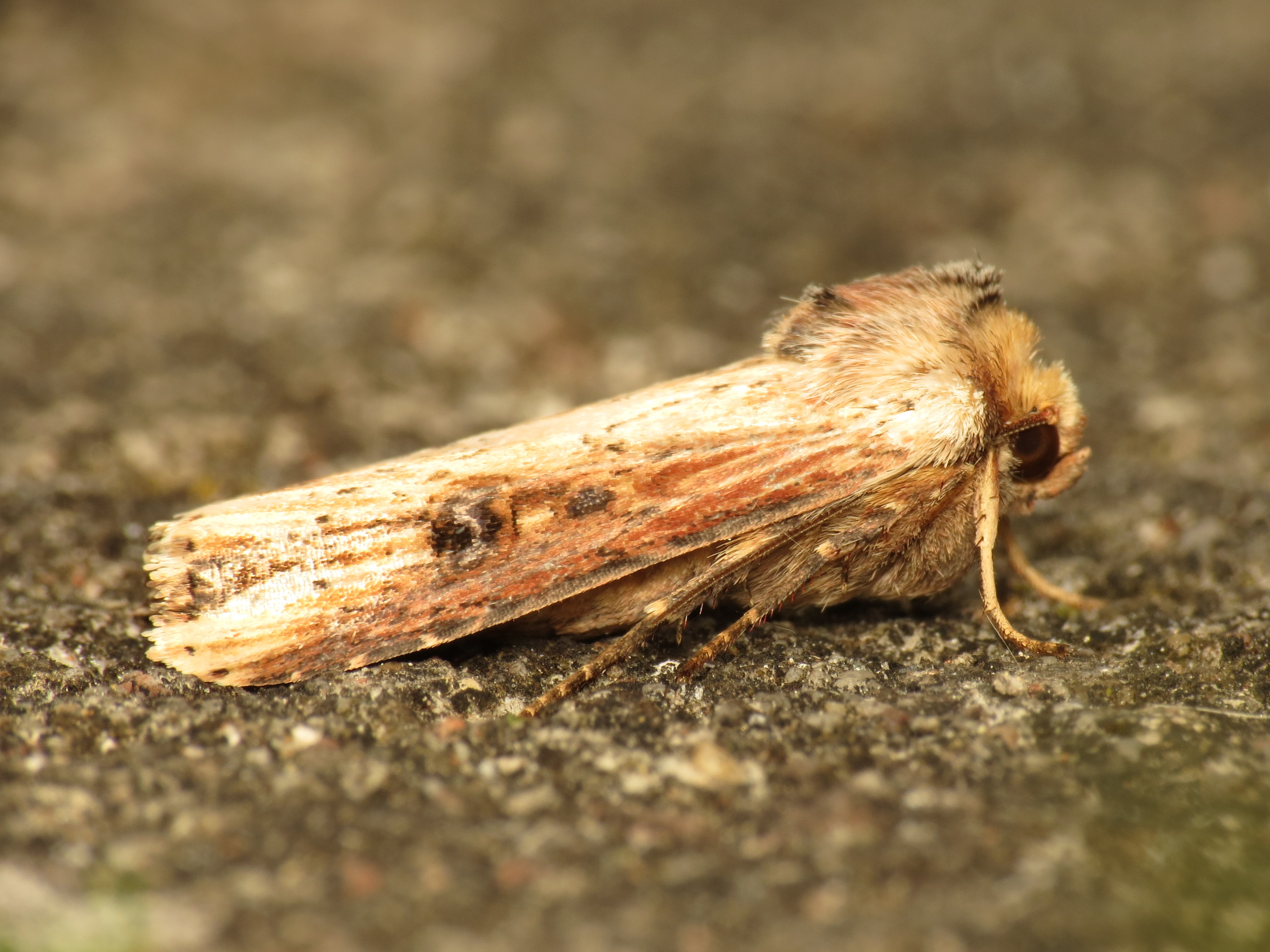